# Wotore

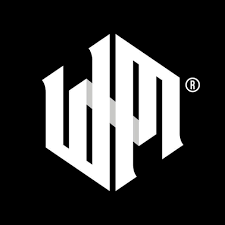
Logo

Wotore – pierwsza polska organizacja promująca walki na gołe pięści, założona w 2019 przez Macieja Browarskiego, Janusza Obcowskiego oraz Damiana Poprawę. Po zmianach w 2022 zarząd tworzą Maciej Browarski (prezes) oraz Mateusz Pojda (wiceprezes).

## Historia
Pierwsza gala Wotore została zorganizowana w styczniu 2020 w Katowickiej Walcowni – Muzeum Hutnictwa Cynku. Pojedynki stoczyło ośmiu zawodników, na widowni zgromadzono około 300 osób. Zawodnicy prezentowali różne sztuki walki (MMA, boks, K-1, ju-jitsu, walki uliczne). Zwycięzcą został Marek Samociuk, zdobywając nagrodę pieniężną w wysokości 50 tys. zł.
Druga edycja Wotore odbyła się 23 maja 2020 w studiu Alvernia we wsi Nieporaz bez udziału publiczności (ograniczenia związane z pandemią COVID-19). W ramach tego wydarzenia odbyła się walka kobiet na gołe pięści (zwycięstwo Klaudii Syguły). Zwycięzcą turnieju został zawodnik MMA – Michał „Wampir” Pasternak. W superwalkach wygrali Cezary Oleksiejczuk oraz Marek Samociuk.

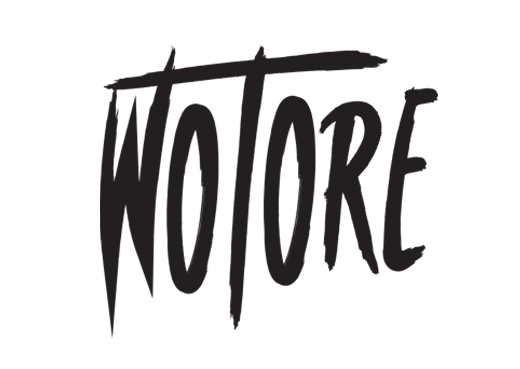
Dawne logo

Trzecia edycja odbyła się we wrześniu 2020. W turnieju wzięli udział po raz pierwszy zawodnicy zagraniczni, m.in. Eric Olsen ze Stanów Zjednoczonych, a także brytyjscy komentatorzy, Brad Pickett i Brayan Lacey. Podczas Wotore 3 odbyły się cztery SuperFight’y.
Czwarta edycja odbyła się 21 stycznia 2022 w Katowicach w Walcowni – Muzeum Hutnictwa Cynku. Wprowadzono nową formułą walki oraz zmieniono arenę.
Piąta edycja odbyła się w kwietniu 2022 w gdańskim Teatrze Szekspirowskim.
Szóstą edycję zorganizowano 21 października 2022 w Konstancinie-Jeziora. Do finału o 50 tys. złotych, który odbył się na Wotore 7 przeszedł Rulewski. W co-main evencie doszło do walki pomiędzy prezesem federacji FEN, Pawłem Jóźwiakiem i Marcinem Najmanem. W walce wieczoru Denis Labryga pokonał Piotra Więcławskiego przez TKO w 1. rundzie.
Siódma edycja Wotore odbyła się 23 czerwca 2023 w katowickiej Walcowni. Odbyto cztery extra-fighty i walkę wieczoru pomiędzy Szymonem „Apteką” Nowowiejskim i Kamilem Mindą. W turnieju głównym o nagrodę 50 tys. złotych wzięło udział ośmiu zawodników. Do finału, który ma się odbyć na kolejnej edycji, dotarli Igor Makowski oraz Maciej Gradecki. Dominik Pudzianowski w swoim debiucie w sportach walki pokonał w pierwszej rundzie przez TKO Tomasza „Obcola” Obcowskiego. Walka wieczoru zakończyła się zwycięstwem Kamila Mindy, który pokonał w pierwszej rundzie przez TKO Szymona Nowowiejskiego.

## Zasady
Walki odbywają się na gołe pięści z zastosowaniem technik gal PRIDE, z dopuszczonymi dodatkowo:
- uderzeniami głową (dopuszczone również w walce w parterze);
- uderzeniami kolanem w głowę (w walce w parterze);
- soccer kick'ami i stompami;
- aktywną walką w parterze – po 20 sekundach nieaktywnej walki sędzia podnosi zawodników, którzy muszą kontynuować walkę na stojąco; celem zawodnika, który sprowadza walkę do parteru powinno być jak najszybsze jej zakończenie, bez chęci stabilizowania pozycji lub zmęczenia przeciwnika.

Zabronione są:
- gryzienie
- drapanie i szczypanie rywala
- ciosy w tył głowy i kręgosłup
- dźwignie na małe stawy
- ciągnięcie za włosy
- opluwanie rywala

## Arena walk
Arenę stanowi nieograniczone pole o średnicy 9 metrów z uniesionymi pod niewielkim kątem krańcami (dla skupienia walki w centrum pola). Istotnym czynnikiem jest lokalizacja wydarzenia nadająca klimat wydarzeniu.

## Lista gal
| Nr | Gala                             | Data                 | Miejsce                                                             | Frekwencja widowni (przybliżona) | Transmisja                   |
| -- | -------------------------------- | -------------------- | ------------------------------------------------------------------- | -------------------------------- | ---------------------------- |
| 1  | Wotore 1                         | 18 stycznia 2020     | Katowice, Walcownia – Muzeum Hutnictwa Cynku                        | brak danych                      | PPV - https://tv.wotore.com/ |
| 2  | Wotore 2                         | 23 maja 2020         | Nieporaz, Alvernia Studios                                          | Bez udziału publiczności         | PPV - https://tv.wotore.com/ |
| 3  | Wotore 3: Pasternak vs. Samociuk | 19 września 2020     | Nieporaz, Alvernia Studios                                          | Bez udziału publiczności         | PPV - https://tv.wotore.com/ |
| 4  | Wotore 4: Krew na rękach         | 21 stycznia 2022     | Katowice, Walcownia – Muzeum Hutnictwa Cynku                        | brak danych                      | PPV - https://tv.wotore.com/ |
| 5  | Wotore 5: Krwawy Spektakl        | 29 kwietnia 2022     | Gdańsk, Gdański Teatr Szekspirowski                                 | brak danych                      | PPV - https://tv.wotore.com/ |
| 6  | Wotore 6: Wielki Rewanż          | 21 października 2022 | Konstancin-Jeziorna, Stara Fabryka Papieru W Konstancinie-Jeziornie | brak danych                      | PPV - https://tv.wotore.com/ |
| 7  | Wotore 7                         | 23 czerwca 2023      | Katowice, Walcownia – Muzeum Hutnictwa Cynku                        | brak danych                      | PPV - https://tv.wotore.com/ |